# Erick Silva Santos
Erick Agustín Silva Santos (13 de enero de 1972) es un político  mexicano. Miembro del Partido Revolucionario Institucional (PRI) Silva fue además alcalde de la ciudad de  Matamoros, Tamaulipas, puesto que ocupó de 2008 al 2010.

## Biografía y carrera política
Nacido en 1972 en Matamoros, Tamaulipas, la familia de Silva Santos posee un humilde y pequeño salón de alquiler para fiestas. Erick Silva tiene un hermano gemelo nacido el mismo día pero con otro nombre (Héctor).
Fue presidente de la sociedad de alumnos de la Escuela Preparatoria Federal por Cooperación “Ricardo Flores Magón”, donde gracias a sus gestiones se abrió una cafetería más nueva en las instalaciones de la escuela.
Licenciado en Ingeniería Industrial por parte del Instituto Tecnológico de Matamoros y merecedor a un diploma en Administración Municipal por parte del Instituto Tecnológico de Monterrey, Nuevo León. Silva Santos se afilia al PRI desde 1989 y llega a ser presidente de la "federación de estudiantes de Matamoros". En 1993 se convierte en jefe del Frente Juvenil Revolucionario del PRI municipal de H. Matamoros, Tamaulipas. Ese mismo año, a los 23 años de edad se convierte en Regidor del ayuntamiento de Matamoros durante la alcaldía de Tomás Yarrington. De 1995 al 96 fue Jefe del departamento de conservación y mantenimiento de la Secretaría de la Contraloría y Desarrollo Administrativo (SECODAM) y más tarde Director de organización social del Comité de Planeación para el desarrollo del estado de Tamaulipas (COPLADET). En 1997 lo nombran Secretario de gestión social del consejo directivo estatal del PRI, en Tamaulipas. Secretario de Educación en el municipio de Matamoros de 1999 al 2001 y Secretario de Desarrollo Social en el municipio de Matamoros de 2002 al 2003. De 2004 al 2005 fue también presidente del "Consejo directivo" municipal del PRI en Matamoros.
Electo en 2004 a la LIX Legislatura del H. Congreso de la Unión en Cd. de México de parte del IV distrito de Tamaulipas por el principio de mayoría relativa (plurinominal) como suplente de Baltazar Hinojosa Ochoa.

## Presidente municipal de Matamoros
En 2007 fue elegido presidente municipal de la ciudad de Matamoros, Tamaulipas, cargo que ostentó de 2008 al 2010. Su salario fue de aproximadamente US$ 100.000,ºº dólares anuales.
Entre su legado destaca la demolición de la biblioteca que había en el periférico de Matamoros donde topa la Plan de Ayutla.
Destacan también sus viajes a Brownsville Texas para ampliar los lazos de hermandad entre ambas ciudades.
Durante su mandato, utilizó a su socio y amigo Manuel Polanco, quien fungió como Secretario de Desarrollo Urbano en la administración municipal, para llevar a cabo una doble facturación de la gran mayoría de las obras públicas que se realizaron bajo el mandato de Silva, utilizando empresas constructoras propiedad de Polanco para facturar más de 60 Millones de Dólares de obra civil que en realidad fue construida con materia prima, mano de obra y maquinaria del Municipio. Este esquema de facturación fraudulenta fue identificado por los auditores estatales de Tamaulipas, pero la investigación no prosperó.
Tras su periodo de gobierno, Érick Silva fue Coordinador General de Desarrollo Político de la Secretaría General de Gobierno (2012-2013) del estado de Tamaulipas.

## Acusaciones

### Deuda municipal
De acuerdo a Alfonso Sánchez Garza, sucesor de Silva en la alcaldía, éste habría dejado en el municipio de Matamoros una deuda de hasta 71 millones de pesos, más la desaparición de un vehículo propiedad de la SEDESOL.

### Orden de arresto en EE. UU.
En julio del 2014, días antes de las nominaciones de candidatos a las elecciones de 2015 a la diputación federal (de las que Silva era aspirante), un jurado federal de los Estados Unidos emitió cargos contra Erick Silva que incluyen lavado de dinero, apropiación ilegal de fondos públicos, soborno, falsificación de documentos, fraude postal y fraude electrónico. El dinero obtenido así por Silva se invertiría en certificados de depósito en bancos de Estados Unidos y de las Bermudas. Así en el lunes 10 de noviembre de 2014 se publicó una orden de arresto en su contra.
Silva publicó al día siguiente un comunicado donde se decía sorprendido por las acusaciones alegando que su dinero era producto legítimo de su trabajo.
Hasta la fecha, Silva no está en custodia de Estados Unidos y continúa pendiente una orden de arresto en su contra.